# Bomolocha albirhomboidea
Bomolocha albirhomboidea là một loài bướm đêm trong họ Noctuidae.